# Десаи, Нарайян
Нараян Десаи (гудж. નારાયણ દેસાઈ; 24 декабря 1924 — 15 марта 2015) — индийский гандист и писатель

 на гуджарати.

## Ранние годы
Нараян — сын Махадева Десаи, личного секретаря и биографа Махатмы Ганди, Он родился в Булсаре (ныне Валсад в штате Гуджарат), 24 декабря 1924 года. Воспитанный в ашраме Ганди в Сабармати, Ахмадабад и Севаграме около Вардхи, Нараян бросил школу, чтобы обучаться у своего отца и других жителей Ашрама. Он специализировался на образовании, прядении и ткачестве кхади.

## Юность и молодость
После женитьбы на Уттаре Чаудхури, дочери борцов за свободу, Набакрушну Чаудхури и Малатидеви Чаудхури, Нараян с супругой переехала в Ведчай, племенную деревню, располагающуюся в 60 км от Сурата в Гуджарате, где они оба должны были стать учителями в школе Най Талим. Следуя движением Бхудан начатым Винобой Бхаве, Нараян пересёк Гуджарат вдоль и поперек, пешком, распределяя земли зажиточных землевладельцев между бедными безземельными жителями деревень. Он стал глашатаем движения Бхудан под именем Bhoomiputra (Сын почвы) и оставался его участником до 1959 года.

## Практика философии Ганди
Нараян присоединился к Ахил Бхаратия Шанти Сена Мандал (Индийская бригада мира), основанной Винобой и возглавляемой ветераном социалистического движения Джаяпракашем Нараяном (широко известным как «JP»). Как генеральный секретарь Шанти Сены, Нараян набирал и обучал добровольцев мира по всей стране, которые затем вмешивались в этнические конфликты с целью их мирного урегулирования.
Нараян принимал участие в создании Международных бригад мира и был избран председателем Международного объединения противников войны. Вместе с пакистанской группой борцов за мир он был награждён премией ЮНЕСКО за заслуги в установлении международного мира.
Нараян принимал активное участие в кампании против введения чрезвычайного положения в Индии и выпустил журнал, нарушающий законы цензуры. Будучи близким партнером JP, Нараян сыграл важную роль в оказании помощи едва сформированной партии «Джаната», конгломерату основных внеконгрессионных политических партий в Индии, в достижении соглашения относительно Морарджи Десаи на посту премьер-министра.
После смерти JP Нараян переехал в Ведчай и основал Сампорна Кранти Видьялая (Институт полной революции). Институт обучает ненасилию и гандианскому образу жизни. Нараян, стремясь отдать дань памяти своему отцу Махадеву Десаи, написал четырёхтомную биографию Ганди в Гуджарате, таким образом осуществив мечту, которую его отец не смог воплотить в жизнь из-за внезапной смерти в тюрьме 15 августа 1942 года.
Он рассказывал «Ганди-катха» (рассказы о жизни Махатмы Ганди) по всему миру, начиная с 2004 года. Биография была написана в четырёх томах, каждый из которых содержал 2000 страниц. После завершения биографии Ганди Нараян понял, что очень немногие люди купят эту книгу из-за её большого объёма и высокой цены. Он стал думать о новом способе распространения послания Ганди и начал таким образом Ганди Катха (как Рамаяна и Бхагават-катха). В течение семи дней по 3 часа он рассказывал о жизни и размышлениях Ганди. Он также пел песни, написанные им во время катхи. Его катха зависела от аудитории. Иногда он рассказывал о политической деятельности Ганди, а людям, связанным с управлением, рассказывал о лидерских и управленческих навыках Ганди. Эта катха говорит о том, что многие неверные представления о Махатме преобладают в сознании общественности. Он также рассказывал о многих неопубликованных и неизвестных случаях из жизни Ганди. Эта катха была очень популярна в Индии и за рубежом. Нараян взялся за рассказы Катхи в возрасте 81 года. Он также служил канцлером университета Гуджарат Видяпитх с 23 июля 2007 года, но подал в отставку с ноября 2014 года.

## Смерть
Нараян впал в кому 10 декабря 2014 года, но позже выздоровел, однако из-за перенесенного испытывал трудности в повседневной деятельности и находился на жидкой диете. Он умер 15 марта 2015 года на 91-м году жизни в центре травматологии Махавира, Сурат. Он был кремирован в Sampoorna Kranti Vidyalaya (Институт Тотальной революции) в Ведчи в тот же день.

## Награды
Нараян был удостоен премии Литературной академии Индии за произведение на гуджарати в 1993 году за биографию своего отца Махадева Десаи, которую он написал в рамках празднования столетия соратника Ганди. Ранее книга Нараяна о его детских воспоминаниях о Ганди также была удостоена той же премии.
Он был награждён премией Джамналал Баджадж в 1999 году и премией ЮНЕСКО-Маданджита Сингха за содействие толерантности и ненасилию в 1998 году «за его неустанную работу в области установления межрелигиозного и межэтнического взаимопонимания, терпимости и гармонии и за достижения в образовании и обучении ненасилию и миру, а также антиядерной активизму».
Он также получил Ранджитрам Суварна Чандрак — высшую литературную награду гуджарати, в 2001 году. Он также был награждён Нармада Суварна Чандрак в 1989 году за свою работу Агникундма Угелу Гулаб.
Десаи получил 18-ю премию Муртидеви за 2004 год, присуждаемую Бхаратия Джнанпитом, за его знаменитую работу «Maroon Jeewan Aj Mari Vaani», основанную на жизни, философии и творчестве Махатмы Ганди.